# Quebrada Guanillos (Paposo)
La quebrada Guanillos es un lecho seco se desarrolla en la Región de Antofagasta.
Este cauce es nombrado también quebrada Paposo.
No confundir con la quebrada Guanillos (Caleta Esmeralda), que está 100 km al sur.

## Trayecto
La quebrada desemboca cerca de la localidad Paposo.

## Historia
Luis Risopatrón la describe en su Diccionario Jeográfico de Chile: 374 
Guanillos (Quebrada de) 25° 03' 70° 30'. Corre hacia el W i termina por una hendidura angosta a 220 m de altitud, en la que el agua cae como 25 m por una peña vertical i se pierde en los escombros de la costa, sin formar el menor vestijio de valle, a unos 4 kilómetros hacia el S del caserío de Paposo. 137, carta III de Darapsky (1900); cajón del Guanillo en 150, p. 22 i 23 (Philippi, 1860); i quebrada del Paposo en 98, II, p. 510; i 99, p. 16.